# Rāh Mālī
Rāh Mālī (persiska: رَهمالی, راه مالی) är en ort i Iran.   Den ligger i provinsen Kohgiluyeh och Buyer Ahmad, i den centrala delen av landet, 500 km söder om huvudstaden Teheran. Rāh Mālī ligger 1 675 meter över havet och antalet invånare är 288.
Terrängen runt Rāh Mālī är huvudsakligen kuperad. Rāh Mālī ligger nere i en dal.Runt Rāh Mālī är det ganska tätbefolkat, med 75 invånare per kvadratkilometer. Närmaste större samhälle är Sīsakht, 10,3 km nordost om Rāh Mālī. Omgivningarna runt Rāh Mālī är i huvudsak ett öppet busklandskap.